# Ducat de Palma de Mallorca
Ducat de Palma de Mallorca és un títol nobiliari concedit pel rei Joan Carles I d'Espanya per a la seva filla la infanta Cristina de Borbó quan es casà amb l'ex-jugador d'handbol del FC Barcelona, Iñaki Urdangarín, el 1997. Felip VI va revocar el ducat a la infanta Cristina el 2015.

## Reconeixements

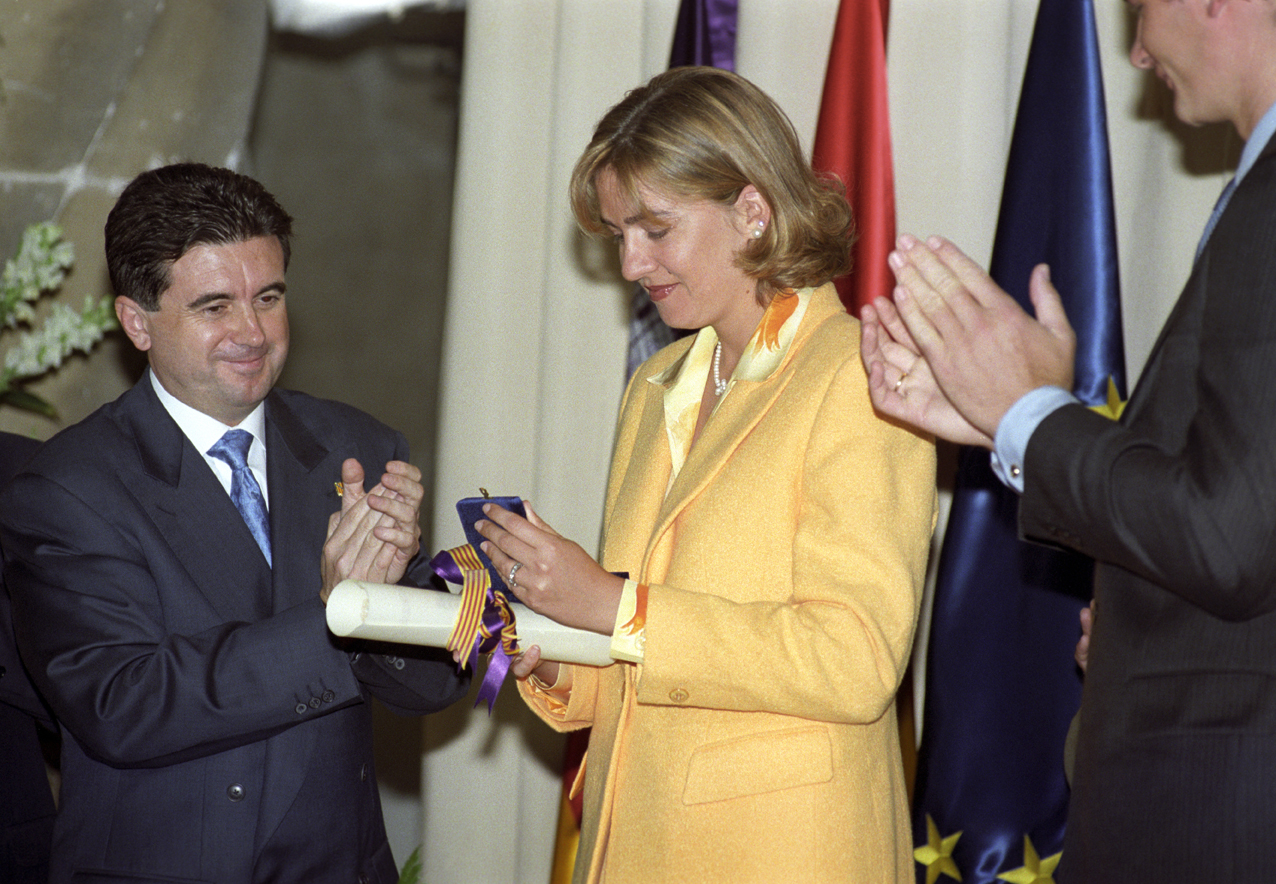
Medalla d'Or de les Illes Balears als Ducs de Palma

- El 1998 els ducs van rebre la Medalla d'Or de la Comunitat Autònoma de les Illes Balears.
- L'Ajuntament de Palma reanomenà la Rambla de Palma amb el nom de Rambla dels Ducs de Palma de Mallorca.

## Repudi
- El 2013 Ajuntament de Palma reanomenà la Rambla dels Ducs de Palma de Mallorca novament amb el nom de Rambla de Palma.